# Joseph Wolf

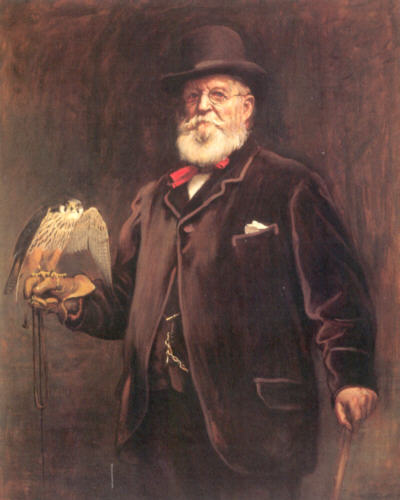
Wolf mit Falke

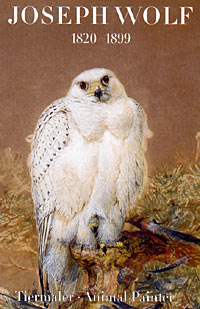

Joseph Wolf (* 22. Januar 1820 in Mörz; † 20. April 1899 in London), auch Josef Mathias Wolf, war ein deutsch-englischer Tiermaler.

## Leben
Joseph Wolf wurde am 22. Januar 1820 als Sohn eines Landwirts in Mörz geboren. Er zeigte schon als Kind ein außergewöhnliches Talent als Zeichner und Maler. Wolf wurde in der Koblenzer Steindruckerei der Gebrüder Josef und Franz Xaver Becker zum Lithographen ausgebildet und bekam anschließend Kontakt zu Eduard Rüppell (1794–1884) in Frankfurt am Main, der gerade aus Afrika zurückgekommen war und einen Illustrator für sein Werk über die Vögel Nordostafrikas suchte. Rüppell war begeistert von den Fähigkeiten des jungen Mannes und vermittelte ihn an Johann Jacob Kaup (1803–1873), den Direktor des Großherzoglichen Naturalienkabinetts in Darmstadt. Hier besuchte Wolf den Kunstunterricht des Akademiedirektors Carl Ludwig Seeger (1808–1866), seinen Lebensunterhalt verdiente er als Lithograph. Auf Empfehlung Kaups erhielt Wolf erste Illustrationsaufträge von dem Ornithologen Hermann Schlegel (1804–1884), der zu dieser Zeit als Konservator am Reichsmuseum für Naturgeschichte im holländischen Leiden tätig war. Nachdem er mit diesen Arbeiten alle Erwartungen übertraf, beauftragte ihn Schlegel mit der Herstellung der Tafeln seines Traité de Fauconnerie (erschienen 1845). des größten und schönsten Falkenbuches, das je erschienen ist. Inzwischen war man auch in London, dem damaligen Zentrum der Naturgeschichte, auf den jungen Wolf aufmerksam geworden. Im Herbst 1847 wurde er von David William Mitchell (1794–1859) zur Mitarbeit an George Robert Grays (1808–1872) Genera of Birds nach London eingeladen. Am 20. März 1848 reiste Wolf mit der „Soho“ nach England, wo er sich innerhalb kürzester Zeit zum bedeutendsten Tiermaler seiner Zeit entwickelte.
Es gibt kaum ein Tafelwerk, diesseits oder jenseits des Atlantiks veröffentlicht, an dem Wolf nicht beteiligt war. Neben wissenschaftlichen Illustrationen schuf Wolf aber auch eine Fülle von Gemälden, die nach wie vor in öffentlichen und privaten Sammlungen vorhanden sind. Obwohl Wolf seine Beziehungen zur alten Heimat pflegte und mehrfach nach Deutschland reiste, geriet er hierzulande fast völlig in Vergessenheit. Anlässlich seines 100. Todestages wurde daher die längst überfällige Retrospektive vorbereitet, die im Biohistoricum in Neuburg an der Donau am 29. Juni 2000 eröffnet wurde. Dem Lebensweg Wolfs folgend wurde die Ausstellung danach auch im Hessischen Landesmuseum in Darmstadt, im Nationaal Natuurhistorisch Museum (Naturalis) in Leiden und im Natural History Museum in London gezeigt.
Joseph Wolf wird häufig als bedeutendster Tiermaler des 19. Jahrhunderts bezeichnet. Man rühmte ihm nach, er verstünde es unnachahmlich, aus toten Präparaten die Tiere in seinen Bildern wieder zum Leben zu erwecken.

## Ehrungen
Joseph Wolf zu Ehren wurde 2002 in seinem Geburtsort Mörz eine neue Straße nach ihm benannt.

## Galerie

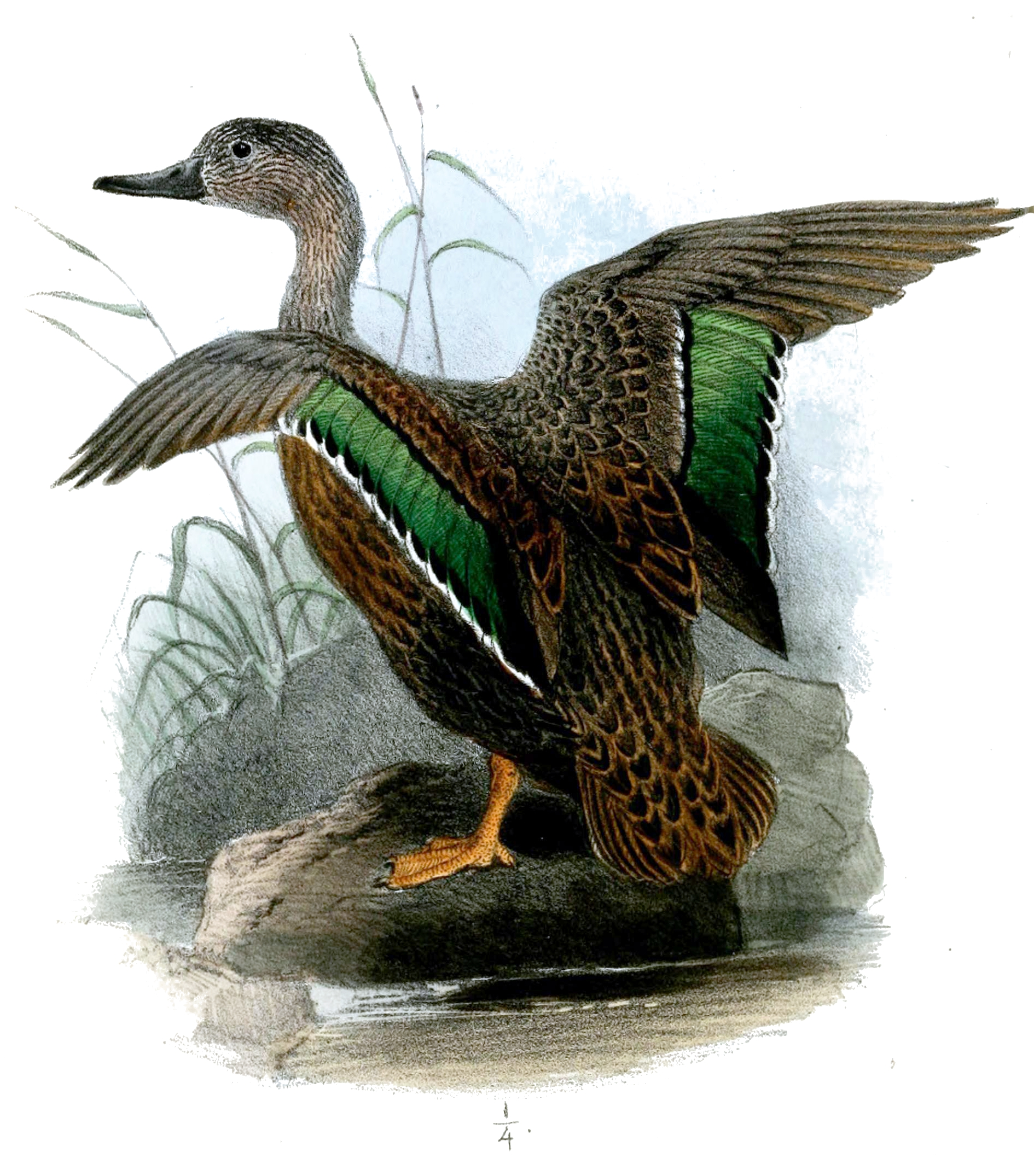
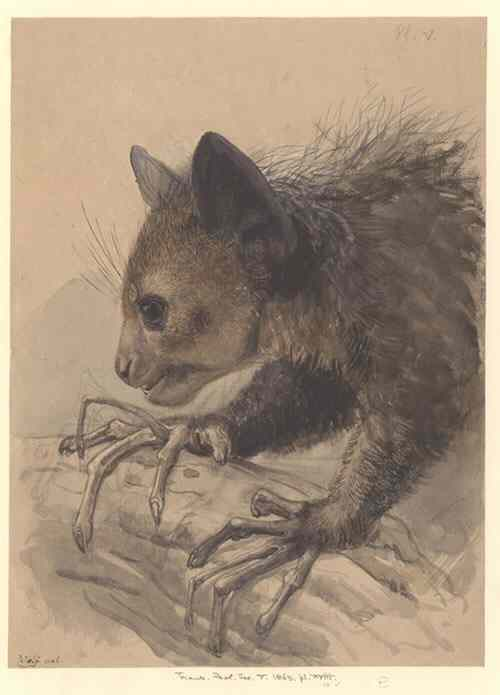
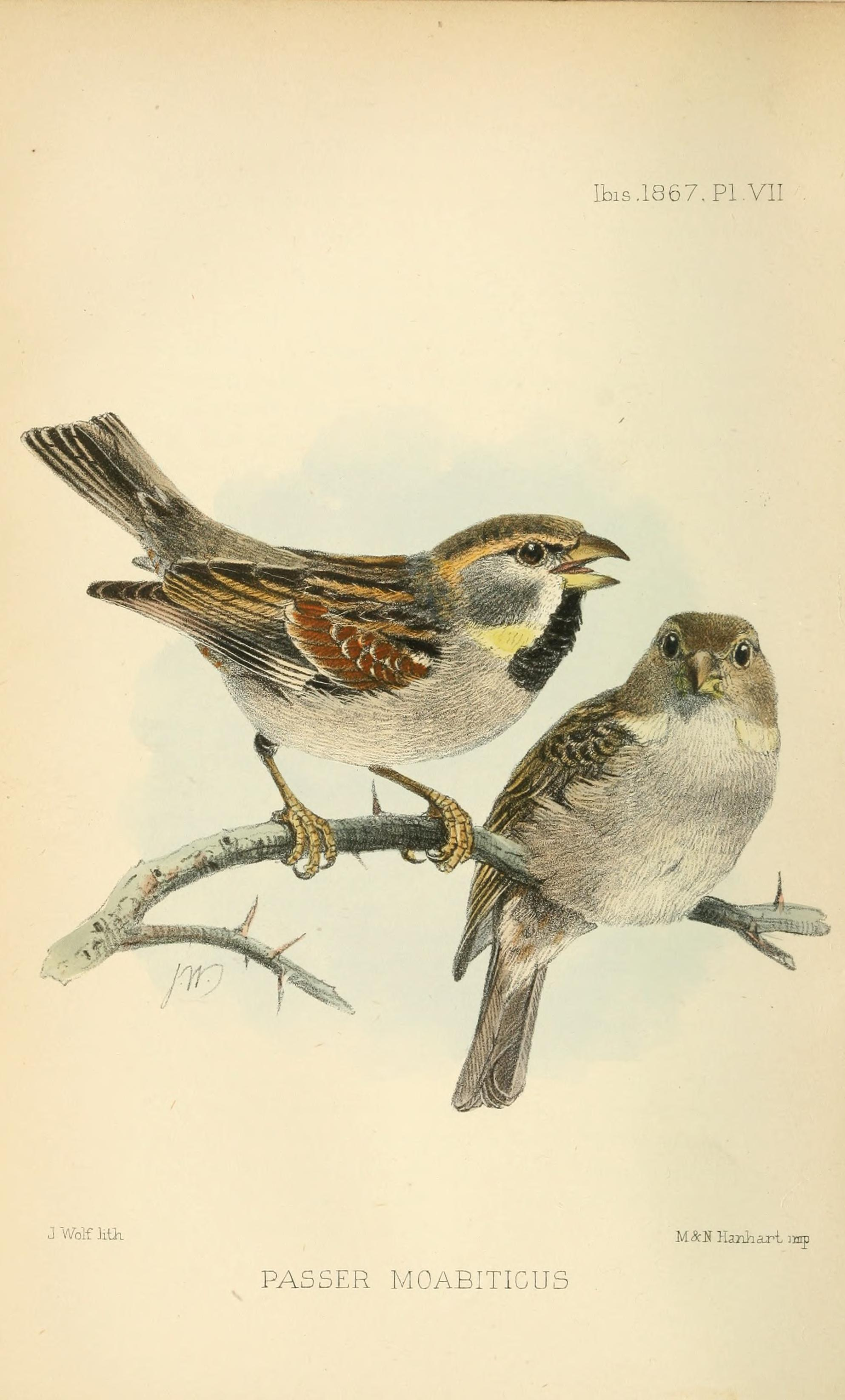
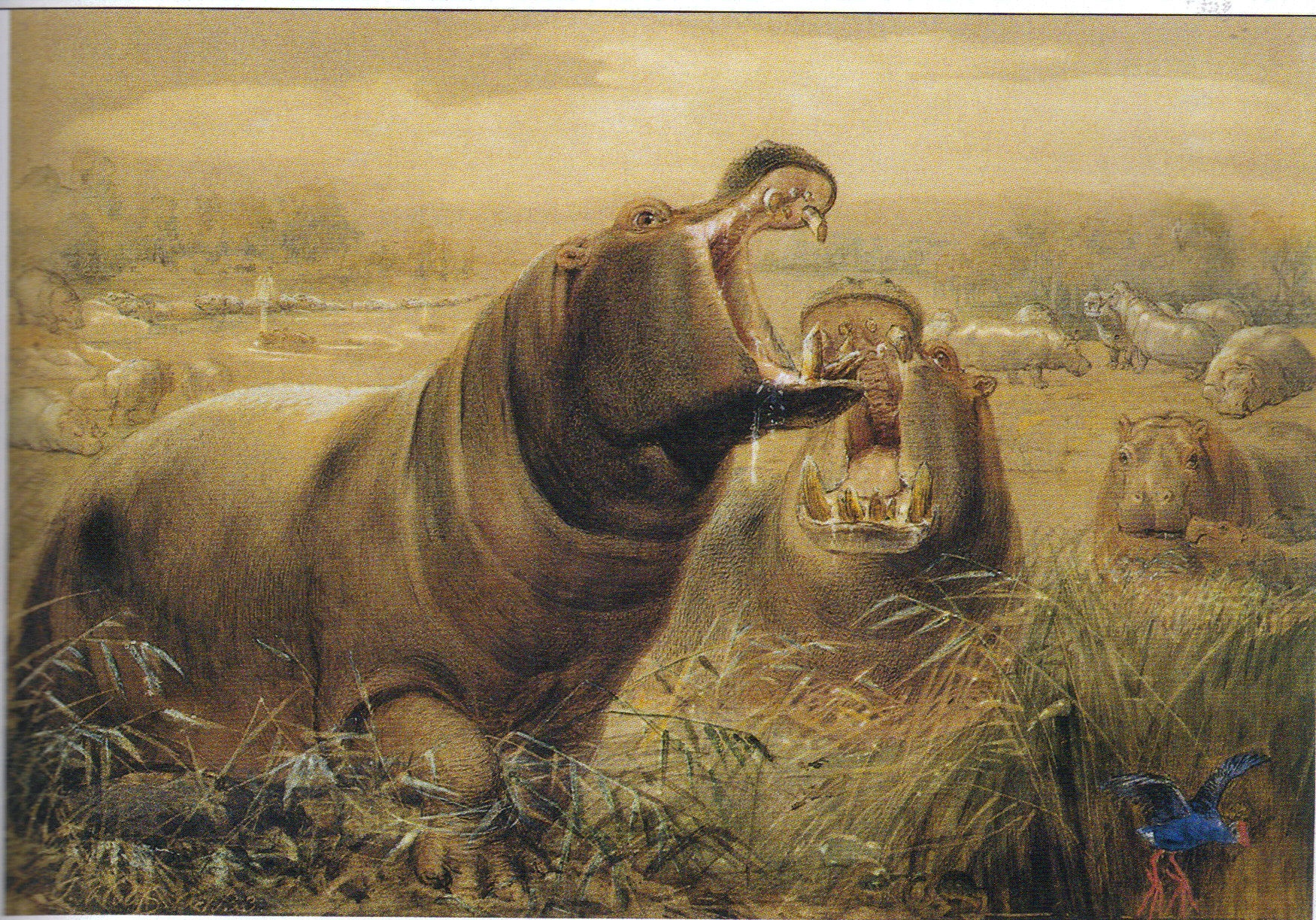